# 불국사 (서울)
불국사(佛國寺)는 서울특별시 강남구 대모산에 있는 한국불교태고종 소속의 사찰이다. 고려 공민왕 2년(1353년)에 진정국사가 창건하였다.

## 연혁
창건당시 사찰 이름은 약사절로 절 아랫마을 농부가 밭을 갈다 땅 속에서 돌로 만든 부처님이 나와 마을 뒷산에 모시고 있다가 진정국사가 현위치에 절을 짓고 약사 부처님을 모신 절이라 해서 약사절로 불리었다.
조선말 고종 17년(1880년) 대모산 남쪽 헌인릉에 물이 나는 것을 보고 당시 주지스님께 방지책을 문의하니 대모산 동쪽(현 성지 약수터)에 수맥을 차단하면 된다고 하여 그렇게 하니 신기하게 물이 나오지 않았다고 한다. 이를 고맙게 여긴 고종이 불국정토를 이루라는 뜻에서 불국사란 절이름을 내렸다고 한다. 당시 건물 형태는 ㅁ자형으로서, 약사전과 원각실, 삼성각 공루(누각) 요사채로 이루어져 있었다.
그러나 한국 전쟁으로 인해 사찰이 소실되고 약사여래불만 남았는데 1964년 관악산 삼막사 주지이던 권영선 스님에 의해 법당, 칠성각, 나한전, 요사2동이 건립되었다. 그 후 절이 낡고 협소하여 1993년부터 현 주지인 김영길스님에 의하여 약 3년간의 불사끝에 나한전을 제외한 전 건물을 헐고 현 법당을 건립하고 본존 약사부처님을 모시고 관세음보살, 지장보살, 상단 목탱화, 신중 목탱화 등을 새로이 봉안하였다.

## 석불좌상
약사전에 있는 석불좌상은 600년 이상된 고불(古佛)로서 원근 각처에서 발원하여 소원을 이루고 있다고 하며, 2007년 5월 10일 서울특별시의 문화재자료 제36호로 지정되었다.